# Championnes de France de natation en bassin de 50 m du 50 m dos
| Championnat | Lieu                             | Athlète                                | Naissance | Âge   | Club                                                   | Temps           |
| ----------- | -------------------------------- | -------------------------------------- | --------- | ----- | ------------------------------------------------------ | --------------- |
| 1964 hiver  | Marseille Piscine Vallier (25 m) | Christine Caron                        |           |       | Racing Club de France                                  | 32 s 2          |
| 1964 été    | Paris Georges Vallerey           | non disputé                            |           |       |                                                        |                 |
| 1965 hiver  | Marseille Piscine Vallier (25 m) | Christine Caron                        |           |       | Racing Club de France                                  | 32 s 3          |
| -----       |                                  |                                        |           |       |                                                        |                 |
| -----       |                                  |                                        |           |       |                                                        |                 |
| -----       |                                  |                                        |           |       |                                                        |                 |
| 1984 hiver  | Strasbourg                       | Véronique Jardin                       |           |       | SFOC                                                   | 31 s 16 RF      |
| 1984 été    | Paris Georges Vallerey           | Véronique Jardin                       |           |       | SFOC                                                   | 31 s 16 RF=     |
| 1985 hiver  | Aix-en-Provence                  | Véronique Jardin                       |           |       | SFOC                                                   | 31 s 34         |
| 1985 été    | Dunkerque                        | Véronique Jardin                       |           |       | SFOC                                                   | 31 s 32         |
| 1986 hiver  | Rennes                           | Christine Deforge                      |           |       | CN Brunoy                                              | 31 s 08 RF      |
| 1986 été    | Millau                           | Laurence Guillou                       |           |       | Stade poitevin                                         | 31 s 29         |
| 1987 hiver  | Mulhouse                         | Laurence Guillou                       |           |       | Stade poitevin                                         | 30 s 87 RF      |
| 1987 été    | Strasbourg                       | Aline Mathieu                          |           |       | CS Clichy                                              | 30 s 60 RF      |
| 1988 hiver  | Vittel                           | Véronique Jardin                       |           |       | SFOC                                                   | 30 s 89         |
| 1988 été    | Dunkerque                        | Aline Mathieu                          |           |       | CS Clichy                                              | 30 s 81         |
| 1989 hiver  | Forbach                          | Aurélia Kempf                          |           |       | Dauphins du TOEC                                       | 31 s 38         |
| 1989 été    | Paris Georges Vallerey           | Aurélia Kempf                          |           |       | Dauphins du TOEC                                       | 31 s 14         |
| 1990 hiver  | La Rochelle                      | Aurélia Kempf                          |           |       | Dauphins du TOEC                                       | 30 s 91         |
| 1990 été    | Narbonne                         | Corinne Tijou                          |           |       | CS Clichy 92                                           | 31 s 08         |
| 1991 hiver  | Saint-Étienne                    | Aurélia Kempf                          |           |       | Dauphins du TOEC                                       | 30 s 76         |
| 1991 été    | Millau                           | Aurélia Kempf                          |           |       | Dauphins du TOEC                                       | 30 s 83         |
| 1992 hiver  | Dunkerque                        | Aurélia Kempf                          |           |       | Dauphins du TOEC                                       | 30 s 76         |
| 1992 été    | Mennecy                          | Aurélia Kempf                          |           |       | Dauphins du TOEC                                       | 30 s 50 RF      |
| 1993 hiver  | Mennecy                          | Roxana Maracineanu                     |           |       | Mulhouse Olympic Natation                              | 30 s 79         |
| 1993 été    | Paris Georges Vallerey           | Aurélia Kempf                          |           |       | Dauphins du TOEC                                       | 30 s 18 RF      |
| 1994 hiver  | Lille                            | Aurélia Kempf                          |           |       | Dauphins du TOEC                                       | 30 s 54         |
| 1994 été    | Aix-les-Bains                    | Roxana Maracineanu                     |           |       | Mulhouse Olympic Natation                              | 30 s 70         |
| 1995 hiver  | Mennecy                          | Roxana Maracineanu                     |           |       | Mulhouse Olympic Natation                              | 31 s 12         |
| 1995 été    | Canet-en-Roussillon              | Aurélia Kempf                          |           |       | Dauphins du TOEC                                       | 30 s 34         |
| 1996 hiver  | Dunkerque                        | non disputé                            |           |       |                                                        |                 |
| 1996 été    | Montpellier                      | non disputé                            |           |       |                                                        |                 |
| 1997        | Mennecy                          | non disputé                            |           |       |                                                        |                 |
| 1998        | Amiens                           | non disputé                            |           |       |                                                        |                 |
| 1999        | Dunkerque                        | non disputé                            |           |       |                                                        |                 |
| 2000        | Rennes                           | non disputé                            |           |       |                                                        |                 |
| 2001        | Chamalières                      | non disputé                            |           |       |                                                        |                 |
| 2002        | Chalon-sur-Saône                 | Jennifer Carroll Laure Manaudou        | 1981 1986 | 21 16 | Canet 66 natation Cercle des Nageurs de Melun-Dammarie | 29 s 36 29 s 50 |
| 2003        | Saint-Étienne                    | Louise Ørnstedt Laure Manaudou         | 1985 1986 | 18 17 | Danemark Cercle des Nageurs de Melun-Dammarie          | 28 s 88 29 s 39 |
| 2004        | Dunkerque                        | Laure Manaudou                         | 1986      | 18    | Cercle des Nageurs de Melun-Dammarie                   | 29 s 11         |
| 2005        | Nancy                            | Laure Manaudou                         | 1986      | 19    | Cercle des Nageurs de Melun-Dammarie                   | 29 s 28         |
| 2006        | Tours                            | Aliaksandra Herasimenia Laure Manaudou | 1985 1986 | 21 20 | Biélorussie Cercle des Nageurs de Melun-Val de Seine   | 28 s 87 29 s 06 |
| 2007        | Saint-Raphaël                    | Laure Manaudou                         | 1986      | 21    | Canet 66 natation                                      | 28 s 93         |
| 2008        | Dunkerque                        | non disputé                            |           |       |                                                        |                 |
| 2009        | Montpellier                      | Esther Baron                           | 1987      | 22    | Cercle des nageurs de Marseille                        | 28 s 76         |
| 2010        | Saint-Raphaël                    | Svetlana Khokhlova Alexianne Castel    | 1984 1990 | 26 20 | Biélorussie Dauphins du TOEC                           | 29 s 22 29 s 39 |